# Manuel II Paleólogo

Império Bizantino ca. 1400

Manuel II Paleólogo (em grego: Μανουήλ Β΄ Παλαιολόγος; romaniz.: Manouēl II Palaiologos; 27 de junho de 1350 — 21 de junho de 1425) foi imperador bizantino de 1391, até sua morte, em 1425. Seu dia é comemorado em 21 de julho.

## Vida
Manuel II Paleólogo era o segundo filho do imperador João V Paleólogo (1341–1376, 1379–1390, 1390–1391) e da sua mulher Helena Cantacuzena. Os seus avós maternos eram o imperador João VI Cantacuzeno (r. 1347–1354) e Irene Asanina.
Feito déspota pelo seu pai, o futuro Manuel II viajou para o Ocidente procurando granjear apoio para o Império Bizantino em 1365 e em 1370, desempenhando o cargo de governador de Salonica a partir de 1369. A tentativa falhada de usurpação do trono pelo seu irmão mais velho Andrónico IV Paleólogo em 1373 elevou Manuel a herdeiro do trono e coimperador juntamente com o seu pai. Entre 1376 e 1379, e novamente em 1390, foram ambos destronados e enviado à Prisão de anemas por Andrónico IV e, depois, pelo filho dele João VII Paleólogo, mas Manuel derrotou pessoalmente o seu sobrinho com o auxílio de Veneza em 1390. Embora João V tivesse sido reposto no trono, Manuel foi obrigado a ser um refém na corte do sultão otomano Bajazeto I em Bursa. Durante o seu cativeiro Manuel viu-se forçado a participar na campanha otomana que conquistou Filadélfia, o último exclave bizantino na Anatólia.
Tendo tido notícia da morte do seu pai em fevereiro de 1391, Manuel II evadiu-se da corte turca e reentrou em Constantinopla a fim de precaver-se contra qualquer golpe ou pretensão do seu sobrinho João VII. Apesar da melhoria das relações entre Manuel II e João VII, o sultão Bajazeto I montou cerco a Constantinopla de 1394 a 1402. Depois de cinco anos de cerco, Manuel II confiou a regência a João VII e partiu para uma longa viagem pelas cortes ocidentais, tendo visitado Inglaterra, França, o Sacro Império Romano-Germânico e Aragão, procurando auxílio contra o Império Otomano.
Entretanto a cruzada anti-otomana sob a liderança do rei da Hungria Segismundo fracassou na batalha de Nicópolis, em 25 de setembro de 1396, mas os otomanos foram em seguida eles próprios esmagados por Tamerlão na batalha de Ancara em 1402. Enquanto os filhos de Bajazeto I se guerreavam durante a guerra civil otomana, João VII conseguiu recuperar para o Império a margem europeia do mar de Mármara e Salonica. Quando Manuel II regressou da sua viagem em 1403, João VII entregou o poder ao imperador e foi recompensado com o governo da recém-recuperada Salonica.
Manuel II aproveitou este período de calma para melhorar as defesas do Despotado da Moreia, onde o Império Bizantino estava a conseguir expandir-se à custa dos resquícios do Império Latino. Aqui Manuel II supervisionou a construção do Hexamilião, uma muralha que atravessava o istmo de Corinto, destinada a defender o Peloponeso dos otomanos.
Manuel II desenvolveu relações amigáveis com o vencedor da guerra civil, o sultão Maomé I, o Cavalheiro (r. 1402–1421), mas as suas tentativas de ingerir-se na sucessão deste levaram a que Murade II (r. 1421–1451) atacasse Constantinopla em 1422. Nos últimos anos da sua vida Manuel II delegou quase todos os deveres oficiais no seu filho e herdeiro João VIII e em 1424 foram obrigados a assinar um tratado de paz com os otomanos, pelo qual o Império Bizantino se tornava um tributário do sultão. Manuel II faleceu em 21 de julho de 1425.
Manuel II foi o autor de numerosas obras sobre diversos assuntos, incluindo cartas, poemas, vidas de santos, tratados teológicos e sobre retórica, e de um epitáfio para o seu irmão Teodoro I Paleólogo.

## Família
Com sua esposa Helena Dragasa, filha do príncipe sérvio Constantino Dragases, Manuel II teve vários filhos:
- Uma filha. Mencionada como sendo a mais velha, mas sem citar o nome. Provavelmente uma confusão com Isabel Paleóloga, uma filha bastarda de Manuel que se casou com Hilário Doria.
- Constantino Paleólogo. Morreu jovem.
- João VIII Paleólogo (18 de dezembro de 1392 - 31 de outubro de 1448. Imperador bizantino entre 1425 e 1448.
- Andrônico Paleólogo, senhor de Tessalônica, morreu em 1429.
- Uma segunda filha cujo nome também não foi citado.
- Teodoro II Paleólogo, déspota da Moreia, morreu em 1448.
- Miguel Paleólogo. Morreu jovem.
- Constantino XI Paleólogo (8 de fevereiro de 1405 – 29 de maio de 1453). Déspota da Moreia e, depois, o último imperador bizantino, reinando entre 1448 e 1453.
- Demétrio Paleólogo (c. 1407 - 1470). Déspota da Moreia.
- Tomé Paleólogo (c. 1409 - 12 de maio de 1465). Déspota da Moreia.